# استنلی میدلتون
استنلی میدلتون (به انگلیسی: Stanley Middleton)؛ (زادهٔ ۱ اوت ۱۹۱۹ در ناتینگهام‌شر – درگذشتهٔ ۲۵ ژوئیه ۲۰۰۹) رمان‌نویس اهل بریتانیا بود.
وی همچنین برندهٔ جوایزی همچون جایزه ادبی من بوکر شده‌است.